# 楠本千奈
楠本 千奈（くすもと ちな、1987年10月6日 - ）は、起業家、日本の女優、モデル、タレント、元スポーツ選手。
大阪府出身。

## 略歴・人物
学生時代に新体操選手として活躍し、2006年（平成18年）の全日本学生新体操選手権で準優勝、同年の西日本学生新体操選手権で優勝。また、平成18年度全日本新体操選手権大会の団体競技でメダリストとなる。
現役引退後の2007年に芸能界入りし、身体能力を活かし、マッスルミュージカルで女優としてデビュー。テーマパークなどでエンターテイナーとして活動する。
現在は女優として舞台、ドラマ、映画を中心に活動している。
特技は新体操、アクション、殺陣、ダンス、ローラースケート。
趣味は英会話。
身長158cm、体重44kg。スリーサイズはB82cm、W57cm、H82cm。

## 主な出演

### 映画
- 海難1890（2015年） - 患者遊女 役
- 関ヶ原（2017年） - 於千奈の方 役
- ゐおり（2021年）-麻生梨花役
- 龍帝外伝《第一章》DIRTY HAWK（2021年4月劇場公開、市原剛監督） - 美森沙耶 役[8]
- 密殺! THE MISSATSU ROAD TO THE HELL（2022年6月劇場公開、坂東聖監督） - 志水舞瑠 役[9]
- 密殺! Ⅱ THE MISSATSU 激闘篇（2023年4月劇場公開、坂東聖監督） - 志水舞瑠 役[10]
- お金が足りない。（2023年12月18日、REIZ INTERNATIONAL、LILYFILM、横川康次、曽根剛監督）[11]

### テレビ
- ワッチミーTV×TV （2008年、BSフジ）
- スッキリ!! （2012年、日本テレビ）
- サンドウィッチマン　クイズ　ザ・プレゼンショー（2014年、千葉テレビ）[12]
- お願い!ランキング 1部 1秒1000円ベストバウト (2014年8月6日 午前0:50～午前1:20 テレビ朝日)
- ゴーちゃん。Lab　チップスター編（2016年4月　テレビ朝日） - 母親 役
- 芸能人が本気で考えた！ドッキリさせちゃうぞGP（2016年10月、フジテレビ） - 仕掛け人美女 役

### テレビドラマ
- タイムスクープハンター シーズン6 第3話「踊れ!あすへのステップ」（2014年、NHK総合） - 保坂みさを 役
- 怪盗山猫（2016年、日本テレビ） - 舞台女優 役
- 就活家族（2017年3月、テレビ朝日） - 店員 役
- そろばん侍 風の市兵衛 第1部「春の風」（2018年5月 - 6月、NHK総合） - 翠 役
- TOKYO VICE 第1話（2022年4月、HBO Max・WOWOW） - ウェイトレス 役
- 我らがパラダイス 第1話、10話（2023年1月、NHK） -主人公同僚役
- ケイジとケンジ、時々ハンジ。 第7話（2023年5月25日、テレビ朝日） - 町田加奈江 役
- ラストマン-全盲の捜査官- 第8話（2023年6月11日、TBS） -母親役
- 全領域異常解決室 第6話（2024年11月13日、フジテレビ） - 山下唯花 役[13]

### CM
- 大塚食品 MATCH（2012年）
- AVIVA（2012年、2013年）
- サントリー ザ・プレミアム・モルツ（2012年、2013年）
- サタニックス Crossten（2013年）[14]
- パナソニック VIERA（2014年）[15]
- JRA（2016年）
- ソフトバンク 「デビュー夫人編」（2017年） - メイド 役
- ヨドバシカメラ（2017年）
- コニシ ボンド 裁ほう上手（2018年）[16][17]
- エネルギア・コミュニケーションズ メガ・エッグ 「みんなハッピー篇」（2018年）[18]
- オンライン和太鼓教室「ウェルダ」（2021年）
- スカパー！（2023年）
- アサヒ生ビール「マルエフ」出張とおつかれ生です（2023年）

### 広告
- 健康コーポレーション エピナード[19]
- ライザップグループミスクリア（2022年）

### 舞台
- マッスルミュージカル（2007年）
- 裏YAGYU〜奇説・柳生一族の陰謀〜（2012年） - 闇千代 役[20]
- SNOW PRINCESS!〜鏡の真実と7人の○○たち〜（2012年）[21]
- シンデレラ・ストーリーズ（2013年）[22]
- FAB FIVE the MUSICAL（2013年）[23]
- HIDEYOSHI（2014年）[24]
- 広島に原爆を落とす日（2014年）[25]
- フライングパイレーツ〜ネバーランド漂流記（2014年） - スミー副船長 役[26]
  - フライングパイレーツ〜ネバーランド漂流記（2015年） - ピーターパン 役[27]
- もしも、もう一つの人生を見られたら（2014年）[28]
- サヨナラLOVER（2015年）[29]
- 天使の森からの贈りもの（2015年）[30]
- ソリティアがなくなったらこの世は終わり（2016年） - ヒロイン・美弥子 役
- アルティメット・コミュニケーション〜Another World〜（2017年）

## 作品

### DVD
- first emotion（2012年10月19日、イーネット・フロンティア、ENFD-5415）
- 誘惑について（2013年3月22日、竹書房、TSDV-41511）